# Climacoporus
Climacoporus is een monotypisch geslacht van straalvinnige vissen uit de familie van beschubde slijmvissen (Clinidae).

## Soort
- Climacoporus navalis Barnard, 1935